# 戲王之王 (2007年電影)
《戲王之王》（英語：Simply Actors）是一部2007年6月19日在香港上映的電影，內地於同年8月28日上映。由高先電影有限公司發行，由蔡卓妍、詹瑞文、葉璇、陳司翰等人主演。蔡卓妍憑本片獲得第十二屆香港電影金紫荊獎最佳女演員，更是蔡卓妍於香港獲得的首個影后寶座。導演是陳慶嘉、梁柏堅。

## 角色
主演
- 詹瑞文 飾 陳文龍
- 蔡卓妍 飾 單丹
- 葉　璇 飾 Judy
- 陳司翰

客串
- 葉偉信 飾 警察
- 谷德昭 飾 警察
- 陳　果
- 陳輝虹
- 梁　天
- 夏春秋 飾 歌唱教授
- 薛凱琪 飾 女警
- 譚耀文
- 森　美
- 許鞍華 飾 副警務處處長
- 黃秋生 飾 清潔工人/“隱世高手”
- 曾志偉 飾 甘Sir
- 吳君如 飾 卖吊饰的女人
- 鄭丹瑞 飾 遊客
- 杜汶澤 飾 狂森
- 何超儀 飾 風塵女子
- 谷祖琳 飾 風塵女子
- 徐天佑 飾 便衣警员
- 黃又南 飾 情侶
- 梁洛施 飾 情侶
- 麥兆輝
- 曾國祥
- 許紹雄 飾 警司
- 黃浩然 飾 Alex
- 林　雪
- 蝦　頭 飾 Felicia
- 邵美君
- 田啟文
- 連　晉
- 湯　怡 飾 小曼
- 馬　賽
- 何華超
- 賴芸芬
- 王偉樑

## 外部連結
- 開眼電影網上《戲王之王》的資料（繁體中文）
- 香港影庫上《戲王之王》的資料（繁體中文）
- 时光网上《戲王之王》的資料（简体中文）
- 豆瓣电影上《戲王之王》的資料 （简体中文）
- 爛番茄上《戲王之王》的資料（英文）
- AllMovie上《戲王之王》的资料（英文）
- 互联网电影数据库（IMDb）上《戲王之王》的资料（英文）